# 大兴门
大兴门，位于中国广东省惠州市惠东县多祝镇皇思扬古围村，为该村内的主要景点之一。2000年，列入惠东县文物保护单位。
大兴门建于清代嘉庆年间，为砖木结构，宽4米，深9.7米，硬山顶，单檐布瓦。